# マナケミア 〜学園の錬金術士たち〜
『マナケミア 〜学園の錬金術士たち〜』（マナケミア がくえんのれんきんじゅつしたち）は2007年6月21日にガストよりPlayStation 2用のゲームソフトとして発売された日本のコンピュータRPG。アトリエシリーズの9作目（外伝的作品を除く）。
2008年9月25日にはアイディアファクトリーの開発によるPlayStation Portable版『マナケミア 〜学園の錬金術士たち〜PORTABLE+』が発売されている。2008年5月29日には本作の十数年後を舞台とした続編『マナケミア2 〜おちた学園と錬金術士たち〜』が発売されている。

## システム
本作は錬金術を題材にしたRPG「アトリエシリーズ」の10周年記念作品である。シリーズの雰囲気や約束事、調合や戦闘といったゲームシステムや世界観の一部が過去作品から継承されているが、一方で過去のシリーズ作品とのストーリー上の繋がりは薄く、独立した作品となっている。
本作は、アルレビス学園という錬金術士の養成学校を舞台にした学園生活と、ファンタジーRPGを融合した内容となっており、ストーリーの主題は仲間との笑いあり涙ありの友情を描くことが意図されている。プレイヤーは主人公の学生ヴェインとなって、アイテムの調合やモンスターとの戦闘訓練といった授業やアルバイトをこなしつつ、仲間との友情を育み物語を進めていく。
フィールドはクォータービュー形式で描かれ、描画には2DCGのドット絵に遠近法を取り入れて3DCGのように見せる手法が用いられている。視点の変更や回転はできない。キャラクターは2DCGで描かれる。フィールド間や学園内での移動にはメニューから移動先を選択する方法が使われる。
次にイベントが発生する場所や条件は、任意でメニューやボタンで呼び出せる「生徒手帳」や、フィールドの全体マップなどに表示されており、物語の進行で迷うことはない仕掛けになっている。

### 全体の流れ
ゲーム期間は入学から卒業までの3年間で、学期ごとに第1章、第2章〜と分けられている。
学期の前半には必修課題が課せられる。内容は戦闘で敵を倒す、ダンジョンに赴いてアイテムを採取する、アイテムの調合など様々で、ゲームシステムのチュートリアルや、その理解度を試されるような内容も兼ねている。結果によって優(4)・良(3)・可(2)・不可(0)の判定が下され、判定に応じた数のスタンプが得られる。一定以上のスタンプを集めると単位取得となり、自由時間に入る。成績が悪くスタンプの数が一定に達しない場合、自由時間にかわって補習となってしまい、通常の課題よりも厳しい（作業量の多い）内容が課せられる。
学期の後半の自由時間には、モンスター討伐やアイテム調達のアルバイトイベントを行える他に、仲間達それぞれのサイドストーリーが描かれるキャラストーリーを楽しむ事ができる。キャラストーリーの選び方によってクライマックスの会話とエンディングの内容が一部変化する。
学期末には学校行事や進級に関わる試験、プライベートな出来事や事件といった何らかのイベントが発生し、本編の物語が進行する。

### 戦闘
戦闘では手番が回ってきたキャラクターの行動をメニューから選択する方式が採られており、前作『グランファンタズム』の戦闘システムからは、素早さや行動内容に応じて行動順を決める「アクティブタイムコストカードバトル」や、味方全員で共有されるバーストゲージを溜めることで発動する「バーストモード」が引き継がれている。また『エターナルマナ』『エターナルマナ2』と同様、戦闘に参加するメンバー（前衛）3人の他に予備のサポートメンバー（控え）を3人まで決めることができ、戦闘中自由に入れ替えることができる。
一方で本作からは対戦型格闘ゲームのタッグ戦を意識した、新たなゲームシステムも追加されており、前衛と控えを入れ替える動作に意味を持たせる要素や、バーストモード中のみ使用可能な超必殺技といった要素が導入された。
ACCB（アクティブタイムコストカードバー）
前作『グランファンタズム』から引き継がれた、キャラクターの行動順序を示す画面表示で、敵味方のカードと空白のカードが合計16枚、直線状に配置されている。全体が同じ速度で左から右へと移動し、右端に到達したキャラクターに手番が訪れ、行動を終えると左側に戻されて再配置される。素早いキャラクターであるほど、またコストの少ない行動であるほど、再配置される際の戻りが少ない。
ブレイク状態
敵味方を問わず同じキャラクターが通常攻撃を何度も受け続けると気絶値が累積し、ブレイク状態と呼ばれるステータス異常が発生する。ブレイク状態のキャラクターは気を失って行動不能に陥り、攻撃を受けると必ずクリティカルヒットになる。気絶値がどの程度累積しているかは、ACCB上のカードの色の変化で表現される。
サポートアクション
攻撃中にメンバーを控えと入れ替えることによって交代しつつの連携攻撃を仕掛ける「サポート攻撃」と、防御中に控えと交代することによって前衛の身代わりになりつつダメージを軽減する「サポート防御」を行うことができ、いずれも敵味方の攻撃モーション中の入力受付時間内にボタンを押すことで発生する。その際には敵防御力低下、味方体力回復、カウンター攻撃などといった各キャラクター固有の、様々な効果のアクションが入る。サポート攻撃からサポート攻撃へと繋げることも可能で、またサポート防御中は大ダメージを受けてもHP1で踏み止まる。これにより連続攻撃で一気に大ダメージを与えたり、敵の大技を無力化したりすることが可能となる。
一度控えに下げたメンバーは一定ターン数が経過するまでサポートに出せないため、効果的に運用するためには攻守のタイミングなどを見極めることが求められる。
ヴァリアブルストライク
サポート攻撃からサポート攻撃へ繋げるメンバー入れ替えを3連続して行った際、最後の攻撃を主人公（ヴェイン）へと繋ぐことによって発動する必殺技。敵単体に対してメンバー全員による連携攻撃を叩き込む事ができる。後述のフィニッシュバーストと異なり、バーストモード中ではなくとも発動できる。
スキルポイント
剣技やマナの力を借りた技といったスキルを使用する際に消費するポイント。前作『グランファンタズム』『エターナルマナ2』においてパーティ全体で共有されていたスキルゲージは、今作では一般的なRPGのマジックポイントのようにキャラクター個別に設定されるようになった。この数値はキャラクターを控えに下げることで戦闘ターンの経過と共に回復していくため、こまめに隊列を切り替えることはリソースの効率的な運用にも繋がる。
バーストモード
前作『グランファンタズム』から引き継がれたシステム。プレイヤー側の味方全員で共有されるバーストゲージを最大値まで溜めることによって、味方全員の素早さや攻撃力が一定期間強化される。本作ではこのほか、控えに下げたメンバーを再びサポートに出せるようになるまでの期間も短縮されるため、サポートアクションの使い勝手が大きく向上する。
バーストゲージは戦闘開始時には0の状態だが、敵を弱点属性で攻撃したり、クリティカルヒットを当てたりすることで大きく溜めることができる。ブレイク状態の敵を弱点属性で狙うなどすれば、一度に最大値近くまで溜めることもできる。逆に仲間がダメージを受けると減少してしまい、誰かのHPが0になってしまうと半減してしまう。
フィニッシュバースト（超必殺技）
バーストモード突入時に指令が指示（弱点を突け、味方を援護しろ等）され、その通りに行動すると味方全員で共有されるフィニッシュゲージが溜まり、ゲージが一杯になると各キャラクターの手番で使用する事ができるようになる。指令の内容はバーストモードを発動したキャラクターに依存するが、そのうち複数の中からランダムで選ばれる。発動時には2DCG独自の派手さを意図した特別な演出が挿入され、敵単体に甚大なダメージを与えることができるが、使用後にはバーストモードが終了してしまう。
なおバーストゲージと異なり、フィニッシュゲージは次の戦闘に持ち越すことが可能となっている。
なお、ゲーム序盤ではサポートメンバーがおらず、バーストゲージを溜めるのに有効な攻撃も乏しく、また物語中盤まではフィニッシュバーストを習得していないため、ゲージを溜めても使うことができない。本作はストーリーの進展やキャラクターの成長に伴ってできることが増えていき、戦闘システムが少しずつ変化していく形式となっている。

### 調合
調合システムは大きく分けて2種類ある。
武器、防具、アクセサリーはアタノール（反射炉）を使って調合する。形式は『イリスのアトリエ グランファンタズム』の調合とほぼ同じで、アイテムには材料の特性を2つまで引き継がせる事ができる。
戦闘アイテムや材料アイテムは錬金釜を使って調合する。調合アイテムには0 - 100までのエーテル値という値が設定されており、この値によって完成するアイテムの特性が変化する。エーテル値は原材料によって初期値が決まり、調合の際に変動させる事ができる。一般にエーテル値が高いほど好ましい効果や属性が生まれるが、得たい効果や属性、あるいはアルバイトなどの注文によっては、エーテル値を低く抑えたり一定範囲に絞り込んだりの調整が必要となる。
錬金釜を使った合成では、材料を投入する際に仲間一人に協力させることができ、仲間に応じてエーテル値を変化させる様々な効果を得ることができる。また、多くの調合をこなすことは、後述のキャラクターの成長にも関連している。

### 探索
従来のアトリエシリーズと同様、調合に必要な材料を採取するためには、モンスターの出没する森や山、ダンジョンなどに赴いて探索をしなければならない。探索中にモンスターを示すシンボルと接触すると戦闘となる（シンボルエンカウント）。このときシンボルを攻撃ボタンで攻撃すると戦闘で先攻を取ったり、弱いモンスターであれば戦闘に入らず一撃で倒したりすることができる。
探索エリアでは時間の経過によって昼夜の変化がある。夜間になるとモンスターの強さが大幅に上昇するほか、エンカウントシンボルの動きが素早くなるため、シンボルを避けることや、シンボルを攻撃して先攻を取ることが困難となり、更には戦闘からの逃走成功率も低下するなど、探索の難易度が劇的に変化する。このことはマップの奥地を探索したり、特定の時間帯（夕刻、夜間、あるいは早朝など）に限り採取できるアイテムを得ようとする際に大きな障害となるため、プレイヤーは探索範囲を限定して日没までに採取やモンスターの掃討を終わらせる、時間を潰して夜をやり過ごす、夜間のモンスターにも勝てるようにキャラクターを強化する、などといった対応を迫られる。
モンスターとの戦闘に敗北した場合、強制的にアルレビス学園の保健室まで移動させられ、エリアの探索をやり直さなければならない。更に課題中であった場合、評価が大きく下げられることもあり、一部のイベント戦闘ではそのままゲームオーバーとなる。

### 成長
キャラクターの成長は「グロウブック」と呼称されるツリー状の表を埋めていくことで行われる。新たなアイテムの調合に成功することで表の空欄が埋まってゆき、そこにアビリティポイント(AP)と呼ばれる戦闘経験点を割り振ることによって、特定の能力値を成長させたり、新たなスキルを習得したりすることができる。

## ストーリー
静かな森の奥の山小屋でひっそりと暮らしていた少年ヴェインと猫の姿をしたマナ・サルファ。ある日、彼らの前に教師のゼップルという人物が現れ、ヴェインを錬金術士の養成機関・アルレビス学園へとスカウトする。
既にマナとの契約を済ませていることは、ヴェインが錬金術士として高い素養を持っているものとして周囲から受け止められた。アルレビス学園に入学したヴェインは入学後間もなく、深刻な部員不足に陥っていた部活動的な校内団体「グンナルのアトリエ」に半ば強引に勧誘される。ヴェインはアトリエでの活動を通して知り合った友人たちと共に、錬金術士となるためのさまざまな授業や各種学校行事、自由時間に繰り広げられる仲間たちとの交友といった賑やかな学園生活を送る一方、何かと因縁をつけてくる上級生の嫌がらせをかわしながら、偉大な錬金術士であったという亡き父親テオフラトゥスの人物像と、自らの出生の秘密に迫っていく。
一方、ヴェインの関知しない水面下では、上級生たちを使ってヴェインの持つ力について探る女性教師イゾルテの暗躍が描かれ、また不老のマナであるはずのサルファが謎の体調不良に悩まされているという状況も描かれてゆく。かつてテオフラトゥスの恋人であったイゾルテは、ヴェインがただの人間ではなく、不本意な経緯で不老不死の力を得てしまったテオフラトゥスが自殺用に生み出した人造マナであるという真相を察知しており、いずれ人類に仇なす存在となってテオフラトゥスの名を汚すことになると考えていた。
アトリエの仲間たちと友情を育みながら学校での3年間を過ごしたヴェインであったが、物語の終盤、己の推測を確信したイゾルテは、卒業を目前に控えたヴェインを殺害するための行動に出る。ヴェインは戦いを挑んできたイゾルテを退るものの、彼女から暗い情念をぶつけられ、サルファがマナではなく老衰に瀕した普通の猫であり、自分が人間ではなく忌まわしい力を持った存在であるという事実に直面する。噂は知れ渡り、ヴェインは学園中の教師や生徒から危険な存在として避けられ、いたたまれなくって無意識に自殺を願ったことから、学園全体を巻き込んでマナとしての力を暴走させてしまう。
ヴェインの末路はアトリエの仲間たちと築いてきた交友関係によって分岐し、アトリエの誰とも深い友情を築かなかった場合のエンディングでは、ヴェインは仲間たちによって討たれ、差し伸べられた手を振り払って自らの消滅を選ぶ。そうでない場合は最も深い友情を築いた仲間に諭されて自殺を思いとどまり、暴走した力の化身であるもう一人のヴェインと対決し、これに打ち勝つ。ヴェインはマナとしての力を喪失するが、イゾルテと和解し、友情を築いた仲間と共にアルレビス学園を卒業する。

## 登場人物
主要登場人物には身長や体重、誕生日、誕生星座、ABO式血液型、ラテン文字表記の名前が設定されている。作中では3年間の年月が経過するが、年齢はゲームマニュアルや公式ウェブサイトの登場人物紹介に掲載されているものを記す。英語版では登場人物名に日本語版とは異なる名前や綴りが設定されているが、本項では日本語版でのラテン文字表記を記す。

### メインキャラクター
「グンナルのアトリエ」の部員たち。戦闘では6人までを参加させることができる。
ヴェイン・アウレオルス (Vain Aureolus)
声 - 石田彰
16歳、男性、身長168cm、体重57kg、9月28日生まれ（天秤座）、血液型不明。
本作の主人公。猫の姿をしたマナ・サルファと常に行動を共にしている。過去の記憶を持たず、アルレビス学園にスカウトされるまではサルファと共に山奥でひっそりと暮らしてきた。気弱な性格もあり、人付き合いが苦手で世間の常識にも疎い。この性格が災いして周囲のトラブルに巻き込まれやすい。
父親であるテオフラトゥスが著名な錬金術士であったことを知って憧れを抱き、父親について知ろうとするが、物語の終盤では自分自身の出生の秘密に直面し苦悩することになる。その正体はテオフラトゥスによって生み出された人造マナであり、人間ではない。なおヴェインという名は「空虚な」「実質がない」を意味する英単語のvainに由来するとされる。
超必殺技はヴェインが背中から無数の蛇腹剣を出現させて敵を攻撃し、最後に巨大な剣でとどめを刺す「アインツェルカンプ」。
サルファ (Sulfur)
声 - 大塚明夫（PSP版）
身長70cm、体重6kg。
ヴェインに対してマナと主人の契約を交わしている黒猫。ニヒルな性格だが、ヴェインが悩んでいるときなどには細やかな気遣いを見せることもある。他のマナは人の言葉を喋るのに対し、サルファだけは人の言葉を喋らず、ヴェインのみがその言葉を理解できる。
周囲からは普通のマナとして扱われており、物語の終盤まで真相が伏せられているものの、その正体はマナではなくただの年老いた猫。他の登場人物たちがマナから力を借りて錬金術の力を行使しているのに対し、ヴェインとサルファの場合はそれが逆転しており、マナであるヴェインが契約者であるサルファに力を貸している形となっている。
武器は首輪。戦闘時にはサルファがブレード状の武器に変形する。
もう一人のヴェイン
声 - 浪川大輔
ヴェインが強く感情を揺さぶられた時、ヴェインにだけ聞こえる謎の声。
本作の最終ボス。その正体はヴェインが持つマナとしての力に人格が宿った存在で、その力を用いて、ヴェインが無意識に願ったことを無尽蔵に叶えようとする。物語終盤ではヴェインと似た容姿で姿を現し、自らの素性を知ったヴェインに淡々と事実を突きつけ、苦悩するヴェインを嘲笑うような態度を見せる。最後には醜悪な怪物の姿となる。

フィロメール・アルトゥング (Philomel Hartung)
声 - 野川さくら
16歳、女性、身長151cm、体重40kg、6月12日生まれ（双子座）、O型。
通称「フィロ」。ヴェインと最初に友達になった女の子。人なつこくて明るい性格だが、趣味・嗜好の面で少々変わったところがある。幼い頃に死の病を旅の錬金術士に救ってもらった経験があり、錬金術が大好き。しかし「普通にやったのではつまらない」といろいろ独自のアレンジを加えるため、度々爆発を起こしている。一方で不完全な治療による後遺症のようなものを抱えており、独自の死生観を持つ。
武器は持ち歩いている鞄。鞄は内部が謎の空間と繋がっており、様々な物品を取り出して投げつける。鞄には錬金釜も入っており、その場で材料からアイテムを調合するスキルなども使用することができる。
風のマナ
学園に入る前からフィロと契約を交わしている、少女の姿をしたマナ。竜巻を使った攻撃や治癒の力を使うことができる。
フィロの過去や家庭の事情に詳しい。
超必殺技はフィロと一体化して翼を出現させた姿となり、竜巻で巻き上げた相手に無数の攻撃を浴びせる「ウィンドウィスパー」。

ティティルミミニケメレ (Titil Mimi Nike Mele)
声 - 沢城みゆき / 歌 - 真理絵
16歳、女性、身長145cm（アホ毛込みで157cm）、体重46kg、3月6日生まれ（魚座）、B型。
通称「ニケ」。ヴェインと同学年で元気が取り柄の獣人族の女の子。歌声は天下一品で、学園内に親衛隊ができるほどの有名人。アトリエのメンバーの中では比較的常識人であり、皆のまとめ役やツッコミ役に回ることも多いが、獣人であるため恋愛観についてはややずれたところがある。
武器は巨大なハンマー。スキルで叩きのめした動物を改心させ、召喚して使役するスキルを行使できる。
木のマナ
大きな木の実を背負った子供のような姿をしたマナ。植物の力を使うことができる。
ある理由によりヴェインたちに恩義を感じ、ニケと契約を交わす。内気なため会話が苦手で、ニケ以外の人間とは意思疎通が困難。
超必殺技は巨大な樹を出現させて相手を持ち上げ、ニケが拳でとどめを刺す「デラニケパンチ！」。

グンナル・ダム (Gunnar Damm)
声 - 堀内賢雄
19歳、男性、身長184cm、体重73kg、12月10日生まれ（射手座）、AB型。
ヴェインの1学年上の先輩。学園内でその名を知らぬ者はいないトラブルメイカー。判断基準は「自分が楽しいかどうか」。
「グンナルのアトリエ」の部長。入学直後のヴェイン達を自分のアトリエに半ば無理矢理引きずり込む。
学校生活でも不真面目さが見て取れるが、妙な知識があり、策略家の一面もある。
正義のヒーローの真似事に興味を持ちヴェインをその道に引き込もうとするが、特に正義感が強いわけではなく、悪の秘密結社の総帥になろうとしたりもする。
武器は大振りの機械剣。この武器は変形して手裏剣や衝撃波を射出する機能を備えている。
金のマナ
グンナルが契約を結ぼうとしている、岩の巨人のような姿のマナ。円錐型ドリルを用いた攻撃を使うことができる。
武人のような性格。グンナルが一年の頃から契約交渉をしている。ロクシスの光のマナとは旧知の間柄。
超必殺技はグンナルを乗り込ませた金のマナが、腕に装備されたドリルで攻撃する「マキシマムドリル」。

パメラ・イービス (Pamela Ibis)
声 - 谷井あすか
見た目17歳、女性、見た目身長148cm、体重0kg、誕生日不詳、おそらくO型。
これまでのアトリエシリーズにも度々登場した幽霊。本作では学生の幽霊として登場する。一部の生徒、職員、モンスター達のアイドル的存在。自称「図書室の管理人」だが、それらしい仕事はほとんどしていない。
面白そうだからという理由で、ヴェイン達の居るアトリエに住み着く。
かなり昔から学園にいるようで、校長とは校長がまだ学生だった頃からの知り合いでもある。何故か学園の外に出ることが出来ない。
武器は持っているクマさんの人形の「爪」。パメラ自身はクマを応援するだけで、自分では戦わない。スキルとしては主にクマをけしかけたり、彼女を慕うモンスターを召喚して攻撃させる技を行使する。彼女自身は戦闘不能になっても一定期間後自動的に生き返るという特性を持ち、また成長により、非実体化して物理攻撃を無力化する能力を獲得することができる。
クマさん
いつもパメラが抱きしめている、ピンクのクマのぬいぐるみ。戦闘ではパメラの応援を受けて戦う。
その真の姿はパメラのフィニッシュバースト（超必殺技）の演出中に見ることができる。
超必殺技は正体を現したクマが無数のクマを呼び出して攻撃する「あたしからの贈り物」。

ロクシス・ローゼンクライツ (Loxis Rosenkranz)
声 - 岸尾大輔
17歳、男性、身長172cm、体重56kg、8月24日生まれ（乙女座）、A型。
クールで嫌味な転入生。過去に有名な錬金術士を何人も輩出した名家の出身だが、なかなかマナと契約を交わすことができないなど天賦の才能には欠けている。錬金術の才能に恵まれたヴェインをライバル視しており、陰で努力を積んでいる。
当初は「トニのアトリエ」に在籍しヴェインたちとは敵対していたが、後にグンナルに引き抜かれる。
作中に幽霊の類が苦手な描写がいくつかあり、パメラに対する微妙な苦手意識をのぞかせることもある。
武器はカード。投げつけたり、無数のカードを鞭のように繋げて操ったりして戦う。戦闘中の行動順を示す画面表示「アクティブコストカードバー」上のカードに働きかけるスキルを持つ。
光のマナ
ロクシスが契約を結ぼうとしている、白い獣の姿をしたマナの女性。やや底意地の悪いところがあり、他人をからかうことが好き。
ゲーム中にある条件を満たすことでロクシスの力となってくれる。当初のロクシスはマナと契約していないため、フィニッシュバースト（超必殺技）やマナの力を借りたスキルを使うことができないが、彼女と契約を交わすことによって使用が可能になる。契約後は光を使った攻撃や治療の技を使う。
超必殺技は光のマナが光線となり、敵を取り囲んだ無数のカードで反射を繰り返しつつ攻撃する「デュエリスト」。

アンナ・レムリ (Anna Laemmle)
声 - 宮崎羽衣
12歳、女性、身長139cm、体重34kg、8月5日生まれ（獅子座）、A型。
ヴェインの1学年下の後輩。剣術の達人で、幼くして居合の免許皆伝を修めている。
生真面目だが思いこみが激しいところがあり、勘違いから暴走し出す事もしばしば。
入学初日に威勢のよいところを見せ、グンナルに気に入られる。強引にグンナルのアトリエに入れられたが、融通が利かずグンナルも辟易することがある。
武器は日本刀、中国刀などの片刃剣。次元を切り裂く剣術をスキルとして行使する。
幻のマナ
アンナが物心ついた頃から行動を共にしているマナ。フィニッシュバースト（超必殺技）の演出中に見ることができる。
超必殺技は幻のマナの力で大人の姿となったアンナが、敵を空中に跳ね上げ一刀両断にする「無撃・百花繚乱」。

ムーペ・オクタヴィア・ヴォンドラチェク8世 (Mupe Oktavia Wondratschek VIII)
声 - チョー
謎の宇宙人。遺跡で眠っていたところをヴェイン達によって掘り起こされる。
グンナルに気に入られ、留学生として学園に入学させられグンナルのアトリエに入れられた。
マスコット的な外見ゆえにごく一部の女生徒には人気があるが、心の底ではいつも邪悪なことを企んでいる。しかしその企みは大抵の場合成功しない。
故郷の星で視聴していたロボットアニメが好きで、アニメ的な台詞回しを好む。「ムーチョ」という名の弟がいる。
武器は宇宙船のような乗り物である「ポット」。ポットには様々な武器が内蔵されており通常攻撃やスキルとして行使できる。
超必殺技はポットの中から出現した巨大な宇宙人が無数の頭突きを浴びせる「王者の鑑」。

### 教員・学園関係者
ベルンハルト・ティーク (Bernhard Tieck)
声 - 楠見尚巳
学園の校長先生。優しいが気は弱い。意外な特技を持っており、学園祭でそれを披露するシーンがある。
エルメントラウト・カルナップ (Ernentraut Carnap)
声 - 飛志津ゆかり
学園の教頭先生。規律に厳しく生徒からは畏れられており、グンナルのアトリエのメンバーに対しても批判的な態度を取ることが多いが、実は生徒思いの教育者。
校長を諭すシーンが何度も見られる。菓子作りが不得手という一面がある。
ゼップル・クライバー (Seppl Kleiber)
声 - 井上和彦
ヴェイン達の担任で学園のOB。ヴェインをアルレビス学園にスカウトした人物でもある。フランクな性格で、生徒から人気があるが、いざという時にはあまり頼りにならないという一面もある。
イゾルデ・シェリング (Isolde Schelling)
声 - 川澄綾子
29歳、女性、身長157cm、体重48kg、11月29日生まれ（蠍座）、A型。
学園の女性講師。無口・無表情・無愛想。アルレビス学園のOGでもあり、在学中はテオフラトゥスやゼップルと同級生だった。
本人の前では黙っているものの、ヴェインの出生の秘密について知っており、そのことで彼の存在を密かに危険視している。生前のテオフラトゥスと交際しており、彼の死後の名誉を守ることがその手向けであると思い詰め、ヴェインの正体を見極めた上でその殺害を計画する。
カルダディイロルアレ (Carda Dii Rol Ale)
声 - 井口龍太
通称「ロル」。獣人の学園講師。授業では戦闘学を担当。
ディオル・シュタインマイヤー (Dior Steinmeier)
鉱物学を教える学園の最年長教師。長話が得意で授業中に生徒が寝てしまうこともしばしば。
メルヒス・ロイティエール (Melhis Roythiers)
声 - 佐藤利奈
学園の保険医。授業では薬学を担当。裏では生徒の体を使って人体実験をしていたりもする。
彼女の元を訪れるといろいろな薬品類を買うことができる。
モリッツ・ジョンソン (Moritz Johnson)
武器、防具の調合が出来るアタノール炉の番人。人相が悪く、無愛想だが、意外に優しい。
アーシャ・カウフマン (Arsha Kaufman)
学生課の受付嬢。授業の履修手続きや討伐系アルバイトの斡旋を担当している。
レイファ・エルブセ (Raiffa Erbse)
購買部でアイテムを売っている女性。入学直後のヴェインとフィロにショップの利用法を教えてくれる。
ブラッサム・ヒラー (Blossom Hirrer)
校庭や資料館でアイテムを売っている行商人の男性。
ミチヨ・フィルツ (Michiyo Filtz)
食堂で食品関係のアイテムを売っている無口な女性。みかんを模した帽子を被り、割烹着を着ている。
ハゲル
購買部で鉱物などのアイテムを売っている男性。
これまでのアトリエシリーズにも度々登場している人物だが、過去作品との関連は定かではない。

### トニのアトリエ
トニ・アイスラー (Toni Eisler)
声 - 真殿光昭
17歳、男性、身長179cm、体重70kg、12月30日生まれ（山羊座）、A型。
ヴェインに幾度となく因縁をつけて邪魔をしてくる上級生。いつもレーネと一緒に行動している。
目的のためには卑怯な手段も厭わない性格で、更に熱くなると目的すら選ばないが、一方でどこか悪人になりきれない面もある。イゾルテの命令により、ヴェインの能力について探るべく動いている。
武器は大鎌。
レーネ・キア (Lene Kier)
声 - 野中藍
18歳、身長156cm、体重49kg、4月30日生まれ（牡牛座）、B型。
いつもトニと一緒にいる女の子。
性格はトニのように悪辣ではないが、トニがどんなに卑劣なことをしようとしても彼を制止しようとしない。
武器は水晶を加工して作った大剣で、ヨーロッパの処刑人の剣のように切っ先のない形状をしている。
蒼炎のマナ
レーネのスキル「サモニング」で召喚されるマナ。
人や人と契約しているマナに悪意を持っているらしい。

### その他の学園生徒
主要人物の他にも、校内には大勢の生徒が端役として登場しているが、これらの生徒の名前の一部はユーザーからの公募企画から取られ、また音楽室で活動している学生バンドのメンバーの名前は劇中歌の演奏を担当したメンバーの名前から取られている。

### その他
テオフラトゥス・アウレオルス (Theophrastus Aureolus)
声 - 置鮎龍太郎
ヴェインの父親であるとされる人物。故人。
アルレビス学園の卒業生であり、在学時にはゼップルやイゾルテの同級生であった。フィロの過去とも深い関わりを持つ。偉大な錬金術士であったらしいのだが、その晩年についてはあまり知られていない。その生前の人物像や人間関係、死の真相は、作中で少しずつ明かされていく。
なお、テオフラトゥス・アウレオルスという名前は史実上の錬金術師であるパラケルススの本名に由来する。

## 主題歌・挿入歌
オープニングテーマ「Run For Your Life」
作詞/作曲/編曲 - 中河健 / 歌 - 霜月はるか
エンディングテーマ「TOGGLE」
作詞 - 青木香苗 / 作曲/編曲 - 阿知波大輔 / 歌 - みずさわゆうき
個別のキャラクターと親睦を深めた場合のエンディングで流れるほか、イベントでインストルメンタル版が流れる場面がある。
挿入歌「夢の未来へ」
作詞/作曲/編曲 - 中河健 / 合唱 - ガストスタッフ
プロローグの入学式で流れる挿入歌。
挿入歌「ねぇ」
作詞 - 青木香苗 / 作曲/編曲 - 阿知波大輔 / 歌 - 真理絵
ニケのサイドストーリーで使用される劇中歌。
挿入歌「シリウス」
作詞 - 青木香苗 / 作曲/編曲 - 阿知波大輔 / 歌 - 真理絵
ニケのサイドストーリーで使用される劇中歌。
挿入歌「STIGMATA」
作詞 - 青木香苗 / 作曲/編曲 - 阿知波大輔 / 歌 - みとせのりこ
ラストボスとの戦いで流れる挿入歌。

## 開発
アトリエシリーズでは初めて題名から「アトリエ」が外されているが、これはシリーズに新しい風を吹き込むという意味を込めたものであるという。本作の題名であるマナケミア (Mana-Khemia) とは、作中において錬金術士たちが使役する精霊的な存在として描かれる「マナ」と、英語で錬金術を意味するalchemyの語源とされる古語Al-Khemiaを合成した造語とされる。

## 評価
PS2版は『週刊ファミ通』のクロスレビューでは合計31点 (8,8,8,7 / 40) を獲得し、30 - 31点のソフトが対象となるシルバー殿堂入りとなった。
本作の戦闘には攻防の最中に前衛と予備メンバーを入れ替え連携させながら戦う特徴的なゲームシステムを採用しているが（詳細は#戦闘を参照）、このシステムはプレイヤーに好評であったといい、制作に携わったプランナーも本作を振り返り、本作はアトリエシリーズの中では初めて戦闘システムを評価された作品であり、またコンセプトとシステムがマッチした好例であったとして自賛している。ガストが行ったアンケートの集計結果によれば、本作のユーザーの男女比は男性3に対して女性1であったとされる。

## ドラマCD
PS2版では発売前にゲームソフトの購入を予約すると、予約特典として非売品扱いのドラマCDが付属した。内容はメインキャラクターたちが入学に至るまでの経緯や、上級生が1年生であったの時のエピソードなどを描いた前日譚となっている。